# Hans Lindgren
För målaren och grafikern, se Hans Lindgren (konstnär)
Hans Olov Lindgren, född 6 januari 1932 i Österåkers församling, Stockholms län, död 2 november 2012 i Farsta i Stockholm, var en svensk skådespelare, manusförfattare, röstskådespelare och producent. För en bred allmänhet känd som berättarrösten till Tjuren Ferdinand på julaftnarna i SVT och som röst i många andra av Disneys tecknade långfilmer.

## Biografi
Lindgren filmdebuterade som 10-åring 1942 i Gunnar Skoglunds Vårat gäng och medverkade i drygt 40 film- och TV-produktioner, bland annat Rännstensungar 1944 (han medverkade även i nyinspelningen 1974), Barnen från Frostmofjället 1945 (där han spelade huvudrollen Ante), Svenska Floyd 1961, Bombi Bitt och jag 1968 och Veranda för en tenor 1998.
På teaterscenen spelade han det mesta, drama, komedi, fars, musikal och revy. Med Riksteatern turnerade han i olika omgångar sedan 1950-talet. Han var med i flera av Carl-Gustaf Lindstedts och Arne Källeruds produktioner på Nöjeskatten. Han medverkade i musikalen I hetaste laget på Cirkus i Stockholm, gjorde huvudrollen som senapsfabrikören i Spanska Flugan på Intiman 1997 och spelade betjänten i Charleys tant 1999 på samma scen. Hans sista roll var som nattklubbsägaren André Cassell i musikalen Victor/Victoria i Anders Aldgårds regi på Oscarsteatern i Stockholm 2003.
Lindgren har även lånat ut sin röst till tecknade filmer, bland annat ormen Kaa i Djungelboken, Sorken i Nalle Puh, Glader i Snövit och de sju dvärgarna, Bernard i Bernard och Bianca och Långben i Långbens galna gäng. I Kalle Anka och hans vänner önskar God Jul är han berättarröst i kortfilmen Tjuren Ferdinand.
Han gjorde svensk röst till farfar Johan (spelad av David Kelly) i den svenska dubbningen av Kalle och chokladfabriken, vilket blev hans sista filmroll.

### Privatliv
Han var gift sedan 1960 med Harriet Engström (1939–2007), och paret fick en dotter 1962.

## Filmografi i urval[6]
- 1938 – Tjuren Ferdinand
- 1942 – Vårat gäng
- 1943 – Kajan går till sjöss
- 1944 – Den heliga lögnen
- 1944 – Rännstensungar
- 1945 – Vår Herre luggar Johansson
- 1945 – Trav, hopp och kärlek
- 1945 – Barnen från Frostmofjället
- 1946 – Barbacka
- 1947 – Pappa sökes
- 1952 – Trots
- 1953 – Bror min och jag
- 1959 – Guldgrävarna
- 1959 – Fly mej en greve
- 1961 – Pongo och de 101 dalmatinerna
- 1961 – Svenska Floyd
- 1963 – Tre dar i buren
- 1964 – Tre dar på luffen
- 1965 – Pang i bygget
- 1966 – Nalle Puh och honungsträdet
- 1966 – En småstad vid seklets början (TV-serie)
- 1967 – Djungelboken
- 1967 – Askungen (omdubb, röst som Hertigen)
- 1968 – Agent 0,5 och kvarten – fattaruväl!
- 1968 – Nalle Puh och den stormiga dagen
- 1968 – Klart spår till Tomteboda (TV-serie) (julkalender)
- 1968 – Fanny Hill
- 1968 – Freddy klarar biffen
- 1968 – Bombi Bitt och jag (TV-serie)
- 1969 – Pippi Långstrump (TV-serie) (röst)
- 1970 – Aristocats
- 1971 – Emil i Lönneberga
- 1972 – Nya hyss av Emil i Lönneberga
- 1972 – Dumbo (omdubb, röst som Herr Stork)
- 1972–1973 – Ett resande teatersällskap (TV-serie)
- 1973 – Här kommer Pippi Långstrump
- 1973 – Levande bilder
- 1973–1974 – Herrarna i hagen (TV-serie)
- 1974 – Nalle Puh och Tiger
- 1974 – Rännstensungar
- 1975 – Emil i Lönneberga (TV-serie)
- 1976 – Asterix 12 stordåd (röst som Majestix och Cylindric)
- 1977 – 91:an och generalernas fnatt
- 1977 – Bernard och Bianca (röst som Bernard)
- 1985 – Pelle Svanslös i Amerikatt (röst)
- 1985 – En ettas dagbok (TV-serie)
- 1988 – Nya äventyr med Nalle Puh (TV-serie) (röst som Sorken)
- 1989 – Piff och Puff – Räddningspatrullen  (TV-serie) (röst)
- 1989 – Lady och Lufsen (omdubb, röst som Bävern)
- 1990 – Bernard och Bianca i Australien (röst som Bernard)
- 1991 – Mord och passion (TV-serie)
- 1992 – Hassel – Utpressarna
- 1992 – Peter Pan (omdubb, röst som Herr Smil/Mr. Smee)
- 1992 – Tom & Jerry gör stan osäker (svensk röst till Kapten Kurre)
- 1993 – Den gråtande ministern (TV-serie)
- 1995 – Rederiet (TV-serie) (gästroll)
- 1996 – Ett sorts Hades (TV-teater)
- 1997 – Bananer i pyjamas (TV-serie) (berättaren)
- 1998 – Alice i Underlandet (omdubb, röst som Vita kaninen)
- 1998 – Taran och den magiska kitteln (omdubb, röst som Fflewddur Fflam)
- 1998 – Veranda för en tenor
- 1998 – Pip-Larssons (TV-serie)
- 1999 – Dödlig drift
- 2001 – Lady och Lufsen II: Ludde på äventyr (röst)
- 2001 – Agnes (TV-serie)
- 2001 – Atlantis – En försvunnen värld (röst)
- 2005 – Kalle och chokladfabriken (röst)

## Teater

### Roller (ej komplett)
| År   | Roll              | Produktion                                                                                | Regi              | Teater                        |
| ---- | ----------------- | ----------------------------------------------------------------------------------------- | ----------------- | ----------------------------- |
| 1955 | Medverkande       | Oförskämt, revy Rune Moberg                                                               | Kåge Sigurth      | Boulevardteatern              |
| 1956 | Medverkande       | Kom och sitt i knä't, revy Rune Moberg                                                    | Tjadden Hällström | Boulevardteatern              |
| 1956 |                   | Kärlek och guldfeber Gideon Wahlberg                                                      | Gösta Jonsson     | Vanadislundens friluftsteater |
| 1956 | Polis Betjänt     | Tolvan Alf Henrikson                                                                      | Karl-Erik Flens   | Boulevardteatern              |
| 1956 | Medverkande       | En sån cigarr, revy Rune Moberg                                                           | Per Edström       | Boulevardteatern              |
| 1957 |                   | Kärlek och guldfeber Gideon Wahlberg                                                      | Gösta Jonsson     | Vanadislundens friluftsteater |
| 1961 | Medverkande       | Klappa din hand, revy Beppe Wolgers och Pär Rådström                                      | Mille Schmidt     | Hamburger Börs                |
| 1962 | Johann Brunner Jr | Tre valser (Drei Walzer) Oscar Straus, Paul Knepler och Armin Robinson                    | Ivo Cramér        | Oscarsteatern                 |
| 1963 | Pladder           | Lås in Era döttrar (Lock up your daughters) Laurie Johnson, Lionel Bart och Bernard Miles | Ivo Cramér        | Oscarsteatern                 |
| 1963 | Medverkande       | Vi har fyr för oss, revy Bros. Corp.                                                      | Ragnar Sörman     | Boulevardteatern              |
| 1967 | Ior               | Nalle Puh (Winnie the Pooh) A.A. Milne                                                    | Thor Zackrisson   | Skolbarnsteatern              |
| 1969 |                   | Kalle Perssons första krig Max Lundgren                                                   | Nils Olsén        | Stockholms skolteater         |
| 1984 |                   | Mäster Olof August Strindberg                                                             | Ritva Holmberg    | Riksteatern                   |
| 1986 |                   | Spökhotellet (L'Hôtel du libre-échange) Georges Feydeau                                   | Pierre Fränckel   | Riksteatern                   |
| 1986 |                   | Leva loppan (La puce à l'oreille) Georges Feydeau                                         | Pierre Fränckel   | Vasateatern                   |
| 1994 | Osgood Fielding   | I hetaste laget (Sugar) Peter Stone, Jule Styne och Bob Merrill                           | Bo Hermansson     | Cirkus, Stockholm             |
| 1997 | Direktör Slotte   | Spanska flugan (Die spanische Fliege) Franz Arnold och Ernst Bach                         | Thomas Ryberger   | Intiman                       |
| 1999 | Brassett          | Charleys tant (Charley's Aunt) Brandon Thomas                                             | Thomas Ryberger   | Intiman                       |
| 2000 |                   | Lorden från gränden (Me and My Girl) L. Arthur Rose och Noel Gay                          | Thomas Ryberger   | Intiman                       |
| 2003 | André Cassell     | Victor/Victoria Blake Edwards, Leslie Bricusse, Henry Mancini och Frank Wildhorn          | Anders Aldgård    | Oscarsteatern                 |
| 2004 | Erik Jaeson       | Söderkåkar Gideon Wahlberg                                                                | Ulf Larsson       | Tantogården                   |

## Radioteater

### Roller
| År   | Roll        | Produktion                                                           | Regi          |
| ---- | ----------- | -------------------------------------------------------------------- | ------------- |
| 1944 | Medverkande | Den stora vårutredningen 1944, revy Georg Eliasson och Gösta Rybrant | Palle Brunius |